# Matt LeBlanc
Matthew Steven LeBlanc (* 25. července 1967 Newton, Massachusetts, USA) je americký herec nominovaný na cenu Emmy a držitel jednoho Zlatého glóbusu. Jeho nejznámější role je Joey Tribbiani v seriálu Přátelé a v seriálu Joey.

## Osobní život
Narodil se otci s irskými, nizozemskými, britskými a francouzskými kořeny a matce s italskými kořeny. V roce 1985 vystudoval střední školu v Newtonu. Má mladšího bratra Justina LeBlanca. Jméno LeBlanc ve francouzštině znamená bílý. 3. května 2003 uzavřel manželství s Mellisou McKneightovou a 8. února 2004 se jim narodila dcera Marina Pearl. Narodila se s vrozeným benigním nádorem na mozku. 6. října 2006 se rozvedli. Nyní chodí s herečkou ze seriálu Joey Andreou Anders.
Jméno jeho dcery – Marina Pearl – znamená Mořská perla.

## Kariéra
Před zahájením kariéry herce byl Matt LeBlanc modelem. Jeho fotografie byla v roce 1991 na obálce časopisu Spartacus International Gay Guide. Později hrál ve videoklipu Alanis Morissette Walk Away. Později hrál v seriálu Přátelé a v několika filmech jako jsou Ztraceni ve vesmíru či Charlieho andílci. V květnu roku 2006 bylo ukončeno i vysílání seriálu Joey.
Od premiéry v roce 2011 je Matt LeBlanc hvězdou seriálu Episodes, ve kterém hraje sám sebe – herce Matta LeBlanca. V této přirozené roli sebe sama se mu v roce 2012 podařilo získat ocenění Golden Globe Award v kategorii Best Actor – Television Series Musical or Comedy. Obnovené natáčení 5. série bude pokračovat v Londýně během roku 2016.
Na počátku roku 2016 se stal moderátorem britského pořadu Top Gear.

## Filmografie

### Film
| Rok  | Název                                        | Role               | Poznámky             |
| ---- | -------------------------------------------- | ------------------ | -------------------- |
| 1987 | Doll Day Afternoon                           | GI Joe             | krátkometrážní video |
| 1993 | Grey Knight                                  | Terhue             |                      |
| 1993 | Red Shoe Diaries 3: Another Woman's Lipstick | Kyle               |                      |
| 1994 | Mlýnek na maso                               | Anthony Manetti    |                      |
| 1996 | Ed                                           | Jack Deuce Cooper' |                      |
| 1997 | Red Shoe Diaries 7: Burning Up               | Jed                |                      |
| 1998 | Ztraceni ve vesmíru                          | major Don West     |                      |
| 2000 | Charlieho andílci                            | Jason Gibbs        |                      |
| 2001 | Komando v sukních                            | O'Rourke           |                      |
| 2003 | Charlieho andílci: Na plný pecky             | Jason Gibbs        |                      |
| 2010 | Jonah Hex                                    |                    | výkonný producent    |
| 2014 | Diagnóza žárlivost                           | Charlie Darby      |                      |

### Televize
| Rok             | Název                      | Role                       | Poznámky                                     |
| --------------- | -------------------------- | -------------------------- | -------------------------------------------- |
| 1988–1989       | TV 101                     | Chuck Bender               | hlavní role, 13 dílů                         |
| 1989            | Just the Ten of Us         | Todd Murphy                | 2 díly                                       |
| 1990            | Cokoli za přežití          | Billy Burton               | TV film                                      |
| 1990            | Monsters                   | Tommy                      | díl: „Shave and a Haircut, Two Bites“        |
| 1991            | Top of the Heap            | Vinnie Verducci            | vedlejší role, 7 dílů                        |
| 1991            | Ženatý se závazky          | Vinnie Verducci            | 3 díly                                       |
| 1992–1993       | Vinnie & Bobby             | Vinnie Verducci            | hlavní role, 7 dílů                          |
| 1992–1993       | Deníky červených střevíčků | Tomův bratr, Jed Cody/Kyle | 2 díly                                       |
| 1993            | Prváci                     | Frank Goodman              | díl: „Bright Smoke, Cold Fire“               |
| 1994            | Holky z polepšovny         | Vince                      | TV film                                      |
| 1994            | Rebel Highway              | Vince                      | díl: „Reform School Girl“                    |
| 1994–2004       | Přátelé                    | Joey Tribbiani             | hlavní role, 236 dílů                        |
| 2004–2006       | Joey                       | Joey Tribbiani             | hlavní role, 46 dílů                         |
| 2011–2017       | Epizody                    | Matt LeBlanc               | hlavní role, 41 dílů                         |
| 2012, 2016–2018 | Top Gear                   | sám sebe/moderátor         | hlavní role, 21 dílů                         |
| 2013            | Terapie online             | Nick Jericho               | 3 díly                                       |
| 2013            | Terapie online             | Nick Jericho               | internetový seriál, 2 díly                   |
| 2015            | The Prince                 |                            | TV film, producent                           |
| 2016–2020       | Man with a Plan            | Adam Burns                 | hlavní role, 37 dílů, také výkonný producent |
| 2021            | Přátelé: Zase spolu        | on sám                     | televizní speciál                            |

### Videoklipy
| Rok  | Název skladby              | Umělec                          | Role           |
| ---- | -------------------------- | ------------------------------- | -------------- |
| 1990 | „Miracle“                  | Jon Bon Jovi                    | kamarád        |
| 1991 | „Into the Great Wide Open“ | Tom Petty and the Heartbreakers | mladý muž      |
| 2000 | „Say It Isn't So“          | Jon Bon Jovi                    |                |
| 2009 | „I'll Be There for You“    | The Rembrandts                  | Joey Tribianni |